# E.R. Limburgia (schip, 1974)
De  E.R. Limburgia was een Belgisch tankschip van rederij Scheepvaartkantoor H.G. Ahlers te Antwerpen. De Duitse rederij Ernst Russ uit Hamburg investeerde in het schip, vandaar het voorvoegsel "E.R.".
Het schip werd in 1974 gebouwd door de Boelwerf in Temse. Het was op dat moment met 46.329 brt het grootste schip dat ooit in Temse was gebouwd en het grootste schip ooit in België gebouwd voor een Belgische rederij. De motor van het schip werd geleverd door ACEC-M.A.N.
Het tankschip was oranje-rood-kleurig van romp met de witte achteropbouw. Alleen de drie witte masten staken uit van het kleurrijke pijpendek waar eveneens gekleurde hengsels en valven de bepaalde bedieningen markeerden.
De tanker voer regelmatig naar de Arabische oliestaten, naar de Verenigde Staten en Venezuela en kwam met volle tanks naar Antwerpen terug, waar ze haar vaste losplaats had aan het Petroleumdok te Antwerpen. In de Perzische Golf lag ze nabij supertankers, in afwachting voor een lading, waarbij ze in het niet viel door deze titanen.
In 1983 werd het schip verkocht aan Noorse eigenaren en herdoopt in Essi Vibeke, in 1986 aan eigenaren in Åland en herdoopt in Alandia Pride. In 1999 werd het schip op het strand van Gadani in Pakistan gesloopt.